# Greg Little (giocatore di football americano 1989)
Greg Little (Durham, 30 maggio 1989) è un giocatore di football americano statunitense che gioca nel ruolo di wide receiver per i Buffalo Bills della National Football League (NFL). Fu scelto nel corso del secondo giro (59º assoluto) del Draft NFL 2011 dai Cleveland Browns. Al college ha giocato a football all’Università della Carolina del Nord a Chapel Hill.

## Carriera professionistica

### Cleveland Browns
Little fu scelto dai Cleveland Browns nel corso del secondo giro del Draft NFL 2011. Nella sua stagione da rookie disputò tutte le 16 partite, 12 delle quali come titolare, guidando i Cleveland Browns in ricezioni e yard ricevute. Little si classificò secondo tra i rookie in ricezioni dietro A.J. Green e quinto in yard ricevute dietro Green, Torrey Smith, Julio Jones e Doug Baldwin. segnò inoltre due touchdown.
Il primo touchdown nella stagione 2012 lo segnò nel secondo turno di campionato contro i Cincinnati Bengals su passaggio del quarterback rookie Brandon Weeden. Gli altri li segnò nella settimana 7 contro gli Indianapolis Colts e negli ultimi due turni della stagione, rispettivamente contro Denver Broncos e Pittsburgh Steelers.
Nella settimana 9 della stagione 2013, Little contribuì alla prima vittoria dei Browns sui Baltimore Ravens dal 2007 guidando la squadra con 122 yard ricevute.
Il 16 maggio 2014, Little fu svincolato dai Browns.

## Statistiche
| Partite totali         | 48    |
| Partite da titolare    | 39    |
| Ricezioni              | 155   |
| Yard su ricezione      | 1.821 |
| Touchdown su ricezione | 8     |

Statistiche aggiornate alla stagione 2013